# Dareios 1.
Dareios 1. (oldpersisk:  Dareios den Store 550 f.Kr. – 486 f.Kr.) var den tredje persiske storkonge. Han og Kyros 2. var de mest betydelige af det achæmenidiske dynastis konger. Under Dareios 1. nåede det persiske imperium sin største udstrækning og omfattede meget af Vestasien, Kaukasus, Centralasien, dele af Balkanhalvøen (Bulgarien - Pannonien), dele af Nord- og Nordøstafrika, herunder Egypten, det østlige Libyen, kyststrækningen i Sudan og Eritrea, såvel som det meste af Pakistan, de Ægæiske øer og det nordlige Grækenland/Thrakien - Makedonien.
Dareios 1. besteg tronen ved at styrte Gaumata og blev kronet dagen efter. Den nye konge mødte oprør i hele riget og nedkæmpede hvert eneste. En vigtig begivenhed i Dareios' liv var hans ekspedition for at straffe Athen og Eretria for deres støtte i det ioniske oprør. Dareios 1. udvidede sit imperium ved at erobre Thrakien og Makedonien samt invadere Skytien, hjemsted for skyterne, som var nomadestammer, der invaderede Medien og tidligere havde dræbt Kyros den Store.
Dareios 1. organiserede sit imperium ved at inddele det i provinser og sætte satrapper (guvernører) til at regere dem. Han organiserede et nyt ensartet valutasystem og gjorde aramæisk til det officielle sprog i imperiet. Dareios 1. arbejdede desuden på byggeprojekter i hele riget med fokus på Susa, Pasargadae, Persepolis, Babylon og Egypten. Dareios 1. udtænkte en kodificering af love for Egypten.

## Etymologi
Dareios er den græske form af hans oldpersiske navn Dārayavauš, som betyder den, der opretholder det gode.

## Primære kilder
I sin regeringstid fik Dareios 1. lavet et relief med en tresproget tekst på Behistun-bjerget: på elamitisk, oldpersisk og akkadisk. Indskriften begynder med en kort selvbiografi med hans afstamning og slægt. Som introduktion til sin herkomst nedskrev Dareios rækkefølgen af begivenheder, der skete efter Kyros den Stores død. Dareios 1. nævner flere gange, at han er den retmæssige konge af Ahura Mazdas nåde, zarathustrianismens gud. Yderligere tekster og monumenter fra Persepolis er fundet, herunder en fragmentarisk oldiransk indskrift fra Gherla, Rumænien (Harmatta) og et brev fra Dareios til Gadates, bevaret i en græsk udgave fra den romerske periode.
Herodot, den græske historiker og forfatter, nedskrev i sit store værk Historia en redegørelse om mange persiske konger og perserkrigene. Han skrev om Dareios i halvdelen af bind 3 og i hele bind 4, 5 og 6. Beskrivelsen indledes med afsættelsen af den påståede tronraner Gaumata og fortsætter til slutningen af Dareios' regeringstid.

## Tidlige liv
Dareios 1. blev født som den ældste af Hystaspes og Rhodogunes fem sønner i 550 f.Kr. Hystaspes var en autoritet i Persien, som var hjemland for perserne. Dareios' indskrift siger, at hans far var satrap af Baktrien i 522 f.Kr. Ifølge Herodot var Hystaspes satrap af Persis, men de fleste historikere siger, at det er en fejl. Ligeledes hedder det ifølge Herodot (III.139), at før Dareios greb magten, havde han tjent som spydkæmper (doryphoros) i Kambyses 2. egyptiske kampagne. Hystaspes var officer i Kyros' hær og ved hans hof.
Før Kyros og hans hær krydsede Aras-floden for at kæmpe mod nordlige stammer, indsatte han sin søn Kambyses 2. som konge, hvis han ikke skulle vende tilbage fra slaget. Men da Kyros havde krydset Aras havde han en drøm om Dareios 1., hvor denne havde vinger oven skuldrene og stod på Europa og Asien (hele den kendte verden). Da Kyros vågnede, så han det som en stor fare for sit imperium, da det betød, at Dareios en dag ville regere hele verden. Men Kyros' søn Kambyses var tronarving og ikke Dareios. Det fik Kyros til at tro, at Dareios havde forræderiske og ambitiøse planer, og fik ham til at beordre Hystaspes til at drage tilbage til Persis og våge strengt over hans søn, til Kyros vendte tilbage. Det ser ikke ud til, at Dareios havde forræderiske tanker, for Kambyses 2. besteg tronen fredeligt, og gennem forfremmelser blev Dareios efterhånden Kambyses personlige lansener.

## Tiltrædelse
Dareios' vej til tronen findes i to versioner:
- en fra Dareios 1. selv,

- en anden fra græske historikere. Nogle moderne historikere har udledt, at Dareios' magtovertagelse kunne have været illegitim. De mener også, at Gaumata faktisk var Bardiya, og under dække af oprør dræbte Dareios arvingen til tronen og tog den selv.[10]

Ifølge Dareios' levnedsbeskrivelse på Behistun-bjerget dræbte Kambyses 2. sin bror Bardiya, men det var ikke kendt blandt de iranske folk. En tronraner kaldet Gaumata kom frem og løj for folket, idet han erklærede, at han var Bardiya, Kambyses' bror. Iranerne var blevet utilfredse med Kambyses' styre, og den 11. marts 522 f.Kr. udbrød et oprør mod Kambyses. Den 1. juli valgte det iranske folk Gaumata som deres leder, som de mente var "Bardiya". Intet medlem af achæmenide-familien ville rejse sig imod Gaumata af frygt for deres liv. Dareios, der havde tjent Kambyses som lansener til hans død, bad om støtte. I september 522 f.Kr. dræbte han og Otanes, Intraphrenes, Gobryas, Hydarnes, Megabyzus og Aspathines Gaumata i Sikayauvati.
Herodot angiver en tvivlsom version om Dareios' tiltrædelse: Flere dage efter at Gaumata var myrdet, diskuterede Dareios 1. og seks andre adelige rigets skæbne. I første omgang diskuterede de seks mænd styreformen: Otanes foreslog en demokratisk republik, Megabyzus et oligarki, mens Dareios talte for et monarki efter at have sagt, at en republik ville føre til korruption og interne kampe, mens et monarki ville blive ledet med en målbevidsthed, som ikke var mulig i andre regeringsformer.
Det lykkedes Dareios at overbevise de andre adelsmænd om, at et monarki var den rigtige styreform. For at beslutte, hvem der skulle være monark, valgte fem af dem (Otanes erklærede, at han ikke ville være konge) en prøve: De fem skulle samles til hest ved solopgang, og den mands hest, som vrinskede først, blev konge. Ifølge Herodot havde Dareios en slave, som hed Oebares, der hjalp Dareios 1. med vinde. Inden prøven gned Oebares hånden over kønsdelene på en hoppe, som Dareios' hest havde forkærlighed for. Da de fem adelsmænd samledes, lagde Oebares hænderne på næseborene på Dareios' hest, der blev ophidset ved lugten og vrinskede. Umiddelbart efter lynede og tordnede det, og det fik de fem andre til at tro, at det var Guds valg. Det fik de seks adelsmænd til at knæle for Dareios 1. Dareios hævdede, at han ikke havde fået tronen ved list, men på grund af sin strålende skarpsindighed. Han rejste en statue af sig selv til hest, hvor indskriften lød: "Dareios, søn af Hystaspes opnåede suverænitet over Persien ved sin hests skarpsindighed og et genialt påfund af Oebases, hans staldmester."
Ifølge de græske historikere havde Kambyses 2. overladt Patizeithes ansvaret for riget, da han var på vej til Egypten. Han udsendte senere Prexaspes for at myrde sin bror Bardiya. Efter drabet satte Patizeithes sin bror Gaumata, der lignede Bardiya, på tronen og udråbte ham til konge. Men Otanes opdagede, at Gaumata var en bedrager, og sammen med seks andre iranske adelige herunder Dareios, skabte de en plan for at fordrive bedrageren. Efter at bedrageren sammen med sin bror Patizeithes og andre magianere (tilhængere af zarathustrianismen) blev dræbt, blev Dareios 1. kronet til konge næste morgen.

## Tidlige regeringstid
Efter sin kroning i Pasargadae flyttede Dareios til Ekbatana. Han lærte hurtigt, at støtten til Bardiya var stærk, og at oprør var brudt ud i Elam og Babylonien. Dareios afsluttede elamiter-oprøret, da de revolutionæres leder Aschina blev fanget og henrettet i Susa. Efter tre måneder var oprøret i Babylonien slut. Da Dareios 1. var i Babylonien, fandt han ud af, at en revolution var brudt ud i Baktrien, men en af Dareios' guvernører slog det ned. Nu udbrød der oprør i Persis, som var hjemlandet for perserne og Dareios selv. Disse nye oprør førte til et fornyet oprør i Elam og Babylonien. Samtidig med disse oprør udbrød der oprør i Medien, Parthien, Assyrien og Egypten. I 522 f.Kr. var de fleste, hvis ikke hele det achæmenidiske imperium, i oprør mod Dareios. Selv om han ikke havde støtte fra befolkningen, havde han en loyal hær ledet af nære fortrolige og adelige (herunder de seks adelsmænd). Med dem kunne han undertrykke alle oprør inden for et år. Med Dareios' ord havde han dræbt i alt otte "lyvende konger" gennem undertrykkelse af revolutioner. Dareios 1. skrev en detaljeret redegørelse for disse revolutioner på Bisutun-inskriptionerne.
En af de vigtige begivenheder i Dareios' tidlige regeringstid var drabet på Intaphernes. Han var en af de seks adelsmænd, som havde afsat den tidligere hersker og indsat Dareios som monark. De seks adelsmænd indgik en aftale om, at de alle kunne besøge den nye konge, når de ville, undtagen når han var sammen med sin kone. En aften gik Intaphernes til paladset for at møde Darius, men blev stoppet af to officerer, der erklærede, at Dareios havde trukket sig tilbage for natten. Intaphernes trak rasende sit sværd og skar ørerne og næsen af de to officerer. Da han var ved at forlade slottet, tog han tøjlen fra sin hest og bandt de to mænd sammen. Officererne gik til kongen og viste ham, hvad Intaphernes havde gjort ved dem. Dareios 1. begyndte at frygte for sin egen sikkerhed. Han troede, at alle seks adelsmænd havde sluttet sig sammen mod ham, og at angrebet på hans officerer var det første tegn på oprør. Han sendte en budbringer til hver af de øvrige adelsmænd og spurgte, om de kunne godtage Intaphernes handlinger. Det nægtede de, ligesom de benægtede enhver forbindelse til Intaphernes og fastholdt, at de stod ved deres beslutning om at udnævne Dareios som konge af Persien.
Dareios 1. sendte derefter soldater ud for at arrestere Intaphernes og hans søn, familie, slægtninge og venner, der kunne bevæbne sig. Dareios mente, at Intaphernes planlagde et oprør, men da han blev bragt for retten, var der ingen beviser. Ikke desto mindre dræbte Dareios hele Intaphernes' familie, bortset fra hans kones bror og søn. Hun blev bedt om at vælge mellem sin bror og søn. Hun valgte sin bror. Hendes begrundelse var, at hun kunne få en anden mand og søn, men ikke en bror. Dareios var imponeret over hendes svar og skånede både hendes bror og hendes søn.

## Felttog
Efter at have sikret sin autoritet over hele imperiet indledte Dareios en ny kampagne mod Egypten, hvor han besejrede faraos hær og sikrede de landområder, som Kambyses 2. havde erobret. Dareios førte også sin hær til Indus-floden, hvor han byggede fæstninger og etablere persisk herredømme.

### Persiske invasion af Indien
I 516 f.Kr. indledte Dareios en kampagne mod Centralasien og marcherede gennem det nuværende Afghanistan til det nuværende Pakistan. Dareios tilbragte vinteren 516-515 f.Kr. i Gandhara som forberedelse til at erobre Indus-området. Det erobrede han i 515 f.Kr. Dareios kontrollerede Indus fra Gandhara til nutidens Karachi og udpegede Skylaks til at udforske nutidens Indiske Ocean fra Indus til Suez. Derefter marcherede Dareios gennem Bolanpasset og returnerede gennem det, der nu er Afghanistan, til Persien.

### Babyloniske oprør
Efter at Bardiya var myrdet, bredte oprør sig i hele imperiet, især den østlige del. Dareios 1. hævdede sin stilling som konge med magt, og hans hær undertrykte ethvert oprør. Det mest bemærkelsesværdige var det babyloniske oprør, der blev ledet af Nebukadnesar 3. Det opstod, da Otanes trak meget af hæren tilbage fra Babylonien for at hjælpe Dareios med at undertrykke andre oprør. Dareios mente, at det babyloniske folk havde benyttet sig af ham og bedraget ham. Det resulterede i, at Dareios samlede en stor hær og marcherede til Babylonien. Da han ankom til Babylonien, var portene lukkede og en række værker var opført til at holde ham og hans hær ude. Dareios blev hånet af oprørerne, herunder den berømte tale: "Åh ja, du vil få vores by, når muldyr kan få føl." I halvandet år var Dareios og hans hær ikke i stand til at generobre byen, selv om han forsøgte mange tricks og strategier, endda ved at kopiere den metode Kyros den Store brugte, da han erobrede Babylonien. Men situationen ændrede sig til Dareios' fordel, da et muldyr ejet af Zopyrus, en højtstående soldat, ifølge legenden skulle have et føl. En plan blev udtænkt: Zopyrus foregav at være desertør, gik ind den babylonske lejr og vandt deres tillid. Planen lykkedes, og Dareios' hær omringede byen og overvandt oprørerne.
Under dette oprør drog skyterne fordel af uorden og kaos og invaderede Persien. Først besejrede Dareios oprørerne i Elam, Assyrien og Babylonien, og derefter angreb han de skytiske nomader. Han forfulgte angriberne, som førte ham til en mose; der fandt han ingen fjender, ud over den gådefulde skytiske stamme.

### Persisk invasion af Skytien
Skyterne, som var en nordiransk nomadestamme, der talte et indoiransk sprog, og som havde invaderet Medien og dræbt Kyros i kamp, gjorde oprør imod Dareios og truede med at afbryde handelen mellem Centralasien og Sortehavet, da de levede mellem Donau og Sortehavet.
Dareios 1. krydsede Sortehavet ved Bosporus ved hjælp af en bro af både. Han erobrede nu store dele af Østeuropa - han krydsede endda Donau for at føre krig imod skyterne. Dareios invaderede Skytien, hvor skyterne undgik Dareios' hær ved hjælp af list og tilbagetogsteknikker østpå, samtidig med at de ødelagde landet ved at lukke brønde, opsnappe konvojer, ødelægge græsgange og indgå i løbende træfninger med Darios' hær. I forsøg på at bekæmpe skytherne jagede Dareios' hær dem dybt ind i det skytiske område, hvor der ikke var byer at erobre og ingen forsyninger at ødelægge. I frustration sendte Dareios et brev til den skytiske leder Idanthyrsus med krav om kamp eller overgivelse. Herskeren svarede, at han ikke ville kæmpe med Dareios, før han fandt deres forfædres grave og forsøgte at ødelægge dem - indtil da, kunne de fortsætte deres teknik, fordi de ingen byer eller dyrkede land havde at tabe. Dareios beordrede et stop ved bredden af Oarus, hvor han byggede otte grænsebefæstninger placeret med samme afstand imellem. Efter have jagtet skyterne i en måned, begyndte Dareios' hær at lide tab på grund af træthed, savn og sygdom. I frygt for at miste flere soldater standsede han på bredden af Volga-floden og drog til Thrakien. Han havde erobret nok skytisk territorium til at tvinge skyterne til at respektere de persiske styrker.

### Persiske invasion af Grækenland
Dareios' europæiske ekspedition var en stor begivenhed i hans regeringstid, som begyndte med invasionen af Thrakien. Han erobrede også mange byer ved det nordlige Ægæiske Hav, og Makedonien overgav sig frivilligt til Dareios. Han overlod det til Megabyzus at erobre Thrakien, mens han selv vendte tilbage til Sardis for vinteren. Grækerne, som levede i Anatolien og nogle af de græske øer, havde frivilligt undergivet sig Persien omkring 510 f.Kr. Der fandtes pro-persiske grækere, men de boede primært i Athen. De forbedrede græsk-persiske relationer fik Dareios til åbne sin hof og statskassen for grækerne, der ønskede at tjene ham. De tjente som soldater, håndværkere, statsmænd og søfolk under Dareios, men græsk frygt for Dareios' rige voksede, og den konstante indblanding af grækerne i Ionien og Lydien var kun begyndelsen i den konflikt, der snart skulle bryde ud mellem Persien og Grækenland.
Da Aristagoras organiserede det ioniske oprør, blev han støttet af Eretria og Athen, som sendte ham skibe og tropper til Ionien og brændte Sardis ned. Persiske militære og maritime operationer undertrykte oprøret, men det gav anti-persiske partier mere magt i Athen, og pro-persiske aristokrater blev forvist fra Athen og Sparta. Dareios 1. reagerede ved at sende en hær under sin svigersøn til Hellespont, men en voldsom storm og chikane fra thrakerne tvang dem tilbage til Persien. Med håb om hævn over Athen og Eretria samlede Dareios en ny hær på 20.000 mand under admiral Datis og sin nevø Artaphernes, og denne hær erobrede Eretria, hvorpå den nåede Marathon. I 490 f.Kr. fandt slaget ved Marathon sted, og her blev den persiske hær besejret af en stærkt bevæbnet atheniensisk hær på 9.000 mænd, der blev støttet af 600 platæanere, 1.000 soldater fra hver af 11 græske bystater (11.000 mænd i alt) og 10.000 let bevæbnede soldater ledet af Miltiades.
Nederlaget ved Marathon markerede afslutningen på den første persiske invasion af Grækenland. Dareios 1. begyndte på en ny hær, som han selv ville anføre, men før forberedelserne var færdige, døde han. Opgaven gik i arv til hans søn Xerxes.

## Familie
Darieos var søn af Hystaspes og barnebarn af Arsames. Begge tilhørte achæmenider-stammen og levede, da Darieos besteg tronen. Darieos retfærdiggjorde sin ret til tronen med sin slægt, som kunne spores tilbage til Achæmenes. Selv om han tilhørte achæmenider-stammen var det et fjernt slægtskab, og han var nødt til at gifte sig med en, som var tættere på achæmeniderne.
Han giftede sig med Atossa, datter af Kyros, og med hende fik han fire sønner, Xerxes, Achaimenes, Masistes og Hystaspes. Han giftede sig senere med Artystone, en anden datter af Kyros, med hende fik han to sønner, Arsames og Gobryas. Dareios giftede sig også med Parmys, datter af kong Bardiya, med hvem han fik en søn, Ariomardos. Desuden giftede Darieos sig med Phratagone, med hvem han fik to sønner, Abrokomas og Hyperantes. Endelig giftede han sig med en anden kvinde af adel, Phaidime, datter af Otanes. Det er ukendt, om han havde børn med hende. Før disse kongelige ægteskaber var Darieos gift med en borgerlig, med hvem han havde tre sønner, Artobarzanes (den førstfødte), Ariabignes og Arsamenes, mens ingen døtre er kendt. Selv om Artobarzanes var den førstefødte af Darieos, blev Xerxes tronarving, og næste konge pga. Atossas indflydelse; hun havde stor autoritet i riget.

## Død
Efter at have hørt om det persiske nederlag i slaget ved Marathon begyndte Dareios at planlægge en ny ekspedition mod de græske bystater. Dareios havde brugt tre år på at forberede mænd og skibe til krig, men nu brød et oprør ud i Egypten. Det forværrede hans svigtende helbred og forhindrede ham i at anføre den kejserlige hær. Snart døde Dareios. I oktober 486 f.Kr. blev hans lig balsameret og begravet i en grav, som var blevet forberedt til ham flere år tidligere.
Xerxes ældste søn af Dareios og Atossa blev derefter konge af Persien.

## Regeringen

### Organisation
Tidligt i sin regeringstid ønskede Dareios at organisere det løst organiseret imperium med en afgiftsordning, han arvede fra Kyros og Kambyses. For at gøre det skabte Dareios 20 provinser (satrapier), hvor satrappen (guvernøren) var forpligtet til at betale tribut til kongen. Tributterne blev betalt i sølv- og guldtalenter.
De fleste af satrapperne var af persisk oprindelse og var medlemmer af det kongelige hus eller de seks store adelsfamilier. Disse satrapper var personligt udvalgt af Dareios til at overvåge provinserne, som blev inddelt i underprovinser med egne guvernører, der blev valgt enten af det kongelige hof eller af satrappen. For at vurdere tributterne evaluerede en kommission udgifter og indtægter for hver satrap. For at sikre, at en person ikke fik for meget magt, havde hver satrap en sekretær, der overvågede ledelsen og kommunikerede direkte med Dareios.
Der var hovedkvarter for den kejserlige administration i Persepolis, Susa og Babylonien. Baktrien, Ecbatana, Sardis, Dascyclium, og Memphis havde også kejserlige administrationer. Dareios 1. valgte aramæisk som fælles sprog, og det spredte sig hurtigt over hele riget. Samtidigt samlede Dareios en gruppe af lærde til at oprette et separat sprogsystem, som kun skulle anvendes af Persis og perserne. Det blev kaldt ariansk skrift og blev brugt til officielle inskriptioner.

### Økonomi
Dareios er kendt som en stor økonomisk begavelse. Han gennemførte en en universel valuta, som hed daric og var lavet før 500 f.Kr. Han anvendte et møntsystem som en transnational valuta til at regulere handel og erhverv i hele sit imperium. Daric blev også anerkendt ud over grænserne i Central- og Østeuropa. Der var to typer daricer, en af guld og en af sølv. Kun kongen kunne slå gulddaricer, vigtige generaler og satrapper kunne slå sølvdaricer. Daric var et stort løft til international handel. Varer som tekstiler, tæpper, værktøj og metalgenstande begyndte at blive udbredt i hele Asien, Europa og Afrika. For yderligere at forbedre handelen byggede Dareios en kongelig vej, den 2.700 km lange persiske kongevej, og der var rejsetilladelser udstedt af kongen, satrapper og andre højtstående embedsmænd. Dareios initierede også kanaler, underjordiske vandveje, et postsystem og satte gang i fønikisk-baseret kommerciel skibsfart.
Daric blev kaldt for dārayaka i imperiet og var sandsynligvis opkaldt efter Dareios 1.

### Religion
Mens der ikke er enighed om kongerne før Dareios 1. (som Kyros den Store og Kambyses 2.) er det velkendt, at Dareios var en tilhænger af zarathustrianismen  eller i det mindste en stor tilhænger af Ahura Mazda. Som det ses på Bisutun-inskriptionerne mente Dareios, at Ahura Mazda havde udpeget ham til at regere det achæmenidiske rige. Dareios havde dualistiske overbevisning og mente, at hver oprør i hans rige var drujs værk, Ashas fjende. Dareios troede, at fordi han levede retskaffent over for Asha, støttede Ahura Mazda ham. I mange inskriptioner fortæller han om sine store resultater, og han præsenterer sig selv som en troende, måske endda overbevist om, at han havde en guddommelig ret til at herske over verden.
Dareios fulgte den samme achæmenidiske tolerance, som Kyros havde vist, og som senere achæmenidiske konger viste. Han støttede trosretninger og religioner, der var "fremmede", så længe tilhængerne var underdanige og fredelige, nogle gange gav han dem et tilskud fra sit skatkammer til deres formål. Han finansierede også restaureringen af det jødiske tempel, der var dekreteret af Kyros. Han havde også observeret egyptiske religiøse ritualer relateret til kongedømmet og havde bygget templet for den egyptiske gud, Amon.

### Bygningsprojekter
Under den første persiske invasion af Grækenland havde Dareios byggeprojekter i Susa, Egypten og Persepolis. Han havde forbundet det Røde Hav med Nilen ved at bygge en kanal, der løb fra nutidens Zagazig til nutidens Suez. For at åbne denne kanal rejste han til nutidens Egypten i 497 f.Kr., hvor indvielsen fandt sted under stor festivitas. Dareios byggede også en kanal mellem det Røde Hav og Middelhavet. Under sit besøg i Egypten rejste han monumenter og henrettede Aryandes på grund af forræderi. Da Dareios vendte tilbage til Persis, fandt han ud af, at kodificering af den egyptiske lov var gennemført.
Derudover sponsorerede Dareios store byggeprojekter i Susa, Babylonien, Egypten og Persepolis. I Susa byggede Dareios et nyt slotskompleks i den nordlige del af byen. I Pasargadae afsluttede Dareios alle byggeprojekter fra Kyros' regeringstid. Et slot blev også bygget under Dareios' regeringstid med en indskrift med Kyros den Stores navn.
I Egypten opførte Dareios mange templer og restaurerede de steder, som var ødelagt. Selv om han var tilhænger af zarathustrianismen, byggede han templer, som var viet til guderne i den gamle egyptiske religion. Adskillige templer var viet til Ptah og Nekhbet. Dareios skabte også veje og ruter i Egypten. De monumenter, som Dareios havde bygget, fik ofte indskrifter på de officielle sprog i det persiske imperium: oldpersisk, elamitisk, akkadisk og egyptisk. For at rejse disse monumenter tilknyttede Dareios et stort antal arbejdere og håndværkere af forskellig nationalitet. Flere af disse arbejdere var deporterede, der havde været ansat specifikt til disse projekter. De deporterede forbedrede økonomien og forbedrede internationale forbindelser med nabolande, hvorfra de kom. Da Dareios døde, var mange byggeprojekter stadig i gang. Xerxes afsluttede disse værker og udvidede i nogle tilfælde sin fars projekter ved at opføre nye bygninger.

## Yderligere læsning
- Burn, A.R. (1984). Persia and the Greeks : the defence of the West, c. 546-478 B.C. (2nd udgave). Stanford, Calif.: Stanford University Press. ISBN 0-8047-1235-2.
- Ghirshman, Roman (1964). The Arts of Ancient Iran from Its Origins to the Time of Alexander the Great. New York: Golden Press.
- Olmstead, Albert T. (1948). History of the Persian Empire, Achaemenid Period. Chicago: University of Chicago Press.
- Vogelsang, W.J. (1992). The rise and organisation of the Achaemenid Empire : the eastern Iranian evidence. Leiden: Brill. ISBN 90-04-09682-5.
- Warner, Arthur G. (1905). The Shahnama of Firdausi. London: Kegan Paul, Trench, Trübner and Co.
- Wiesehöfer, Josef (1996). Ancient Persia : from 550 BC to 650 AD. Azizeh Azodi, trans. London: I.B. Tauris. ISBN 1-85043-999-0.
- Wilber, Donald N. (1989). Persepolis : the archaeology of Parsa, seat of the Persian kings (Rev. udgave). Princeton, N.J.: Darwin Press. ISBN 0-87850-062-6.